# Hartmut Jäckel
Hartmut Jäckel (* 30. September 1930 in Wesermünde) ist ein deutscher Jurist und ehemaliger Professor für Politische Wissenschaft an der Freien Universität Berlin. Von 1977 bis 1981 war er Staatssekretär (SPD) in der Berliner Senatsverwaltung für Wissenschaft und Forschung.

## Leben

### Jugend
Bereits im Alter von fünf Jahren verlor der im heutigen Bremerhaven geborene Hartmut Jäckel, Sohn von Margarete Jäckel, geborene Hellweg, seinen Vater, den Diplom-Ingenieur Wilhelm Jäckel. Er ist evangelisch und besuchte zunächst das humanistische Gymnasien in Dortmund und Fulda. Sein Abitur machte er 1950 am Gymnasium Laurentianum in Arnsberg.

### Wissenschaftliche Laufbahn
Jäckel studierte von 1950 bis 1954 Rechtswissenschaften in Tübingen, Heidelberg und Freiburg im Breisgau, wo er 1955 mit dem ersten juristischen Staatsexamen abschloss. Dort blieb er zunächst auch als Wissenschaftlicher Assistent von 1955 bis 1957 am Institut für öffentliches Recht. Anschließend führte Jäckel 1957 sein Studium an der Law School der Yale University fort und erwarb dort 1958 den Titel Master of Laws (LL. M.). 1959 und 1960 arbeitete er als wissenschaftlicher Assistent am Institut de Droit comparé der Universität Paris, danach 1960 bis 1962 wieder als Assistent in Freiburg. Den Grad des Dr. jur. erlangte Jäckel dort im Jahr 1963.
Die akademische Laufbahn Jäckels begann 1963 mit einem Lehrauftrag am Otto-Suhr-Institut der Freien Universität Berlin, an der er sich 1970 für Politische Wissenschaften habilitierte. Bereits ein Jahr später erhielt er dort eine Professur. Von 1974 bis 1977 war er Erster Vizepräsident der FU Berlin.
Seine Forschungsschwerpunkte waren Innenpolitik und Recht im demokratischen Verfassungsstaat, politische Parteien, die Beziehungen zwischen BRD und DDR sowie die deutsche Einheit. Seit 2004 ist Hartmut Jäckel emeritiert.
Hartmut Jäckel war von 1974 bis 1978 Vorstandsmitglied des Deutschen Akademischen Austauschdienstes und von 1991 bis 1993 Vorsitzender der Deutschen Gesellschaft für Politikwissenschaft.

### Politische Aktivitäten
Hartmut Jäckel trat 1968 der SPD bei und engagierte sich bei der Sozialdemokratischen Wählerinitiative. Von 1977 bis 1981 war er in Berlin Senatsdirektor (heute: Staatssekretär) beim Senator für Wissenschaft und Forschung. Dabei machte er praktische Erfahrungen in der Umsetzung bildungspolitischer Auffassungen. Nach dem Rücktritt des Regierenden Bürgermeisters Dietrich Stobbe und dem Weggang des Senators Peter Glotz in die SPD-Zentrale nach Bonn schied Jäckel im Februar 1981 aus diesem Amt und ging zurück an die FU Berlin, wo er seine Lehrtätigkeit wieder aufnahm. Ab Oktober 1982 gehörte Jäckel der Kommission zur Überprüfung des Hochschulrahmengesetzes an.
Jäckels Position in der SPD blieb immer eine unabhängige. So schrieb er am 21. Oktober 1983 in der Frankfurter Allgemeinen Zeitung einen offenen Brief an den damaligen Oppositionsführer im Deutschen Bundestag, Hans-Jochen Vogel. Darin kritisierte er das Abrücken der SPD vom NATO-Doppelbeschluss und beanstandete die egozentrische Pflege einer antiamerikanisch eingefärbten Aussteigermentalität in der SPD.
Jäckel verband eine enge Freundschaft mit dem Regimekritiker Robert Havemann, dessen Schicksal in der DDR Jäckel sehr beschäftigte. Sein Engagement für das Leben und Werk Havemanns veranlasste die DDR, Jäckel ein Einreiseverbot zu erteilen, welches erst 1987, fünf Jahre nach Havemanns Tod (1982), wieder aufgehoben wurde. Jäckel verwaltete für Havemann die Einnahmen aus seinen Buchveröffentlichungen in der Bundesrepublik, was nach Auffassung der DDR-Regierung ein Devisenvergehen darstellte.
Jäckel reiste unterdessen in schwierigen Zeiten viele Male nach Polen und pflegte dort Kontakte mit Lech Wałęsa, Bronisław Geremek und anderen Regimegegnern.
In einem weiteren öffentlichen Brief an den damaligen Vorsitzenden der SPD-Bundestagsfraktion, Rudolf Scharping, verurteilte er im Oktober 1997 die Blockadepolitik der SPD im Bundesrat.
Jäckel ist Mitglied der Deutsch-Israelischen Gesellschaft und des Beirats der Robert-Havemann-Gesellschaft.

### Privates
Hartmut Jäckel  ist der jüngere Bruder des Historikers und Hochschullehrers Eberhard Jäckel (geboren 1929) und seit August 1983 mit Margarete Mühl-Jäckel verheiratet. Aus dieser Ehe stammt seine Tochter Laura (geboren 1991), aus früherer Ehe stammen sein Sohn Martin (geboren 1964) und seine Tochter Bettina (geboren 1966).

## Veröffentlichungen
Unter seinen Büchern ist aus neuester Zeit besonders das 2000 erschienene Werk Menschen in Berlin. Das letzte Telefonbuch der alten Reichshauptstadt 1941 zu nennen. Nachdem er auf einem Flohmarkt eine Ausgabe des Berliner Telefonbuchs von 1941 entdeckt hatte, dokumentierte er anhand von 231 Kurzbiografien verschiedener Fernsprechteilnehmer den Hauptstadtalltag im Nationalsozialismus. Unter anderem tauchen Erich Kästner, Josef Herberger, Lale Andersen, Konrad Zuse, Manfred von Ardenne, Gottfried Benn, Carl Diem, Hans Frank, Eugen Gerstenmaier, Otto Grotewohl, Ernst von Harnack, Robert Havemann, Maria von Maltzan, Emil Nolde, Ludwig Mies van der Rohe, Carl Schmitt, Clara Viebig und Ernst von Weizsäcker auf.
Weitere Veröffentlichungen in Auswahl:
- Ist das Prinzip der Nichteinmischung überholt? Nomos, Baden-Baden 1995.
- Die neue Bundesrepublik. Nomos, Baden-Baden 1994.
- Ein Marxist in der DDR. Piper, München/Zürich 1980.
- Zur Diskussion: Anerkennung der DDR? Landeszentrale für politische Bildung, Berlin [West] 1968.
- Grundrechtsgeltung und Grundrechtssicherung. Duncker & Humblot, Berlin 1967.
- Die Wesensgehaltsgarantie der Grundrechte. Freiburg 1963.